# William Prince Ford
William Prince Ford (Cheneyville, 15 de janeiro de 1803 - Luisiana, 23 de agosto de 1866) foi um religioso e fazendeiro na Luisiana antes da Guerra Civil. É mais conhecido por ter sido o primeiro proprietário de Solomon Northup, um homem negro livre que foi sequestrado em Washington, D.C. e vendido como escravo em Nova Orleães no ano de 1841.
Ford residia em Great Pine Woods, perto do Rio Vermelho do Sul, no norte do estado da Luisiana, onde administrava uma fazenda. Depois de vender Northup a outro fazendeiro como forma de liquidar suas dívidas, Ford se converteu às Igrejas de Cristo, após ser influenciado por Alexander Campbell.

## Biografia
Willlam Prince Ford nasceu em 1803. Ele foi um pioneiro fazendeiro na área de Cheneyville, estava entre os primeiros a receber uma patente de terra dos Estados Unidos no sudoeste da Louisiana. Ele também foi um pastor batista dedicado associado à Igreja Batista Beulah em Cheneyville e à Igreja Batista Springhill.
Em 1841, William Prince Ford comprou Solomon Northup em um leilão em Nova Orleães. Em Saratoga Springs, Solomon Northup trabalhou como encanador, então ele começou a ajudar William Prince Ford na serração. Northup mostrou a ele como construir jangadas a partir de pinheiros cortados e como amarrar os pinheiros para flutuar na água. Solomon Northup construiu um moinho nas margens de Indian Creek, então William Prince Ford o ajudou. Apesar disso, a fazenda ainda perdeu dinheiro, ele acumulou mais dívidas e vendeu Northup.

## Na cultura popular
Na adaptação para o cinema do livro de Solomon Northup - 12 Anos de Escravidão -, William Ford foi interpretado pelo ator britânico Benedict Cumberbatch. Alguns descendentes do escravocrata se opuseram ao retrato de Ford como um hipócrita que permitia que seus capatazes maltratassem seus escravizados. Segundo Marcus Ford, trineto do fazendeiro: "[Meu trisavô] nasceu em um tempo em que a escravidão era aceita no Sul. Não era ilegal. Isso não a torna correta ou moral pelos padrões de hoje, mas antigamente não era um problema ético." Segundo os descendentes de Ford, o próprio autor de Doze Anos de Escravidão reconhecia o seu proprietário como um homem bom, segundo ele: "Nunca houve um homem cristão mais gentil, nobre e sincero do que William Ford".